# Labidocera bipinnata
Labidocera bipinnata är en kräftdjursart som beskrevs av Tanaka 1936. Labidocera bipinnata ingår i släktet Labidocera och familjen Pontellidae. Inga underarter finns listade i Catalogue of Life.